# Parcey
Parcey is een gemeente in het Franse departement Jura (regio Bourgogne-Franche-Comté). De plaats maakt deel uit van het arrondissement Dole. Parcey telde op 1 januari 2022 1.023 inwoners. 

## Geografie
De oppervlakte van Parcey bedroeg op 1 januari 2022 8,94 vierkante kilometer; de bevolkingsdichtheid was toen 114,4 inwoners per km².
De plaats ligt aan rivier de Loue. Tijdens de Tweede Wereldoorlog lag Parcey op de grens in bezet Frankrijk met Vichy-Frankrijk. De Loue maakte onderdeel uit van de grens (Ligne de démarcation).

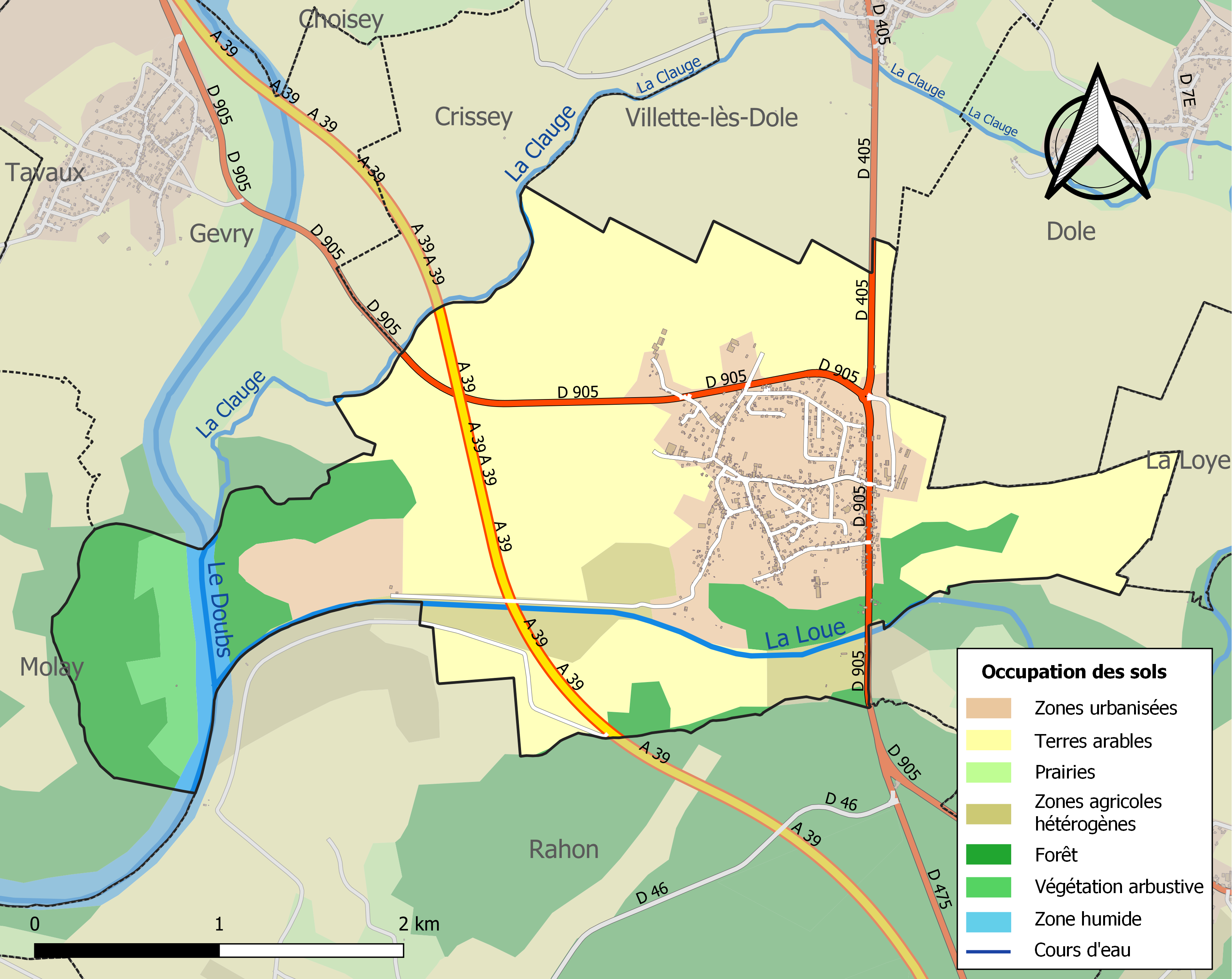
Kaart van de gemeente met de belangrijkste infrastructuur, bodemgebruik en omliggende gemeenten

## Demografie
Onderstaande figuur toont het verloop van het inwonertal (bron: INSEE-tellingen).